# Tornata
Tornata (lombardul: Turnada) település Olaszországban, Lombardia régióban, Cremona megyében. Lakosainak száma 417 fő (2023. január 1.). Tornata Bozzolo, Calvatone, Rivarolo Mantovano és Piadena Drizzona községekkel határos.

## Népesség
A település lakossága az elmúlt években az alábbi módon változott:
| Lakosok száma | 490  | 461  | 478  | 417  |
|               | 2013 | 2017 | 2018 | 2023 |